# 居谷匠真
居谷 匠真（いたに しょうま、2002年12月30日 - ）は、和歌山県岩出市出身の元プロ野球選手（捕手、外野手）。右投右打。NPBでは育成選手であった。

## 経歴

### プロ入り前
岩出市立山崎北小学校から「山北フェニックス」で軟式野球を始め、岩出市立岩出中学校では「岩出ボーイズ」に所属する。
高校は大分県別府市の明豊高等学校に進学。2年生春の第91回選抜高等学校野球大会において、チームは準決勝に進出するも出場機会を得られなかった。2年生の秋の新チームから正捕手となる。秋季九州大会準々決勝、対沖縄尚学高等学校戦において、9回表二死満塁の状況から逆転の3点適時打となる三塁打を放つ活躍をみせる。決勝戦では2安打1打点の活躍で、夏の選手権大分大会決勝で敗れた川瀬堅斗擁する大分商業高等学校に勝利し、第92回選抜高等学校野球大会の出場権を手にした。明治神宮野球大会では準々決勝に進出する。しかし3年生の春の第92回選抜高等学校野球大会はコロナ禍のなか中止となり、出場は叶わなかった。その救済措置として行われた3年生の夏の2020年甲子園高校野球交流試合に出場し、県立岐阜商業高等学校に4対2で勝利した。
2020年10月26日に行われたプロ野球ドラフト会議にて、福岡ソフトバンクホークスから育成ドラフト6位指名を受け、11月12日、支度金300万円、年俸400万円（金額は推定）で契約合意に達し、12月10日に入団発表会見が行われた。背番号は129。

### ソフトバンク時代
2021年は主に三軍での出場となり、三軍戦40試合に出場して打率.191、0本塁打、7打点、二軍（ウエスタン・リーグ）では3試合に出場し、2打数0安打という成績だった。
2022年は二軍で1試合のみ、2023年は二軍でも出場なしに終わり、同年オフに戦力外通告を受けた。

### くふうハヤテ時代
戦力外通告後は格闘家転身も考えていたが、母親からの要望もあって現役続行を希望。翌2024年からのウエスタン・リーグへの参加が内定していたくふうハヤテベンチャーズ静岡のトライアウトおよび12球団合同トライアウトを受験。その後12月7日に、ハヤテが入団を発表した。背番号は51。
ウエスタンリーグ開幕戦では、1番ライトとして先発出場。公式戦においてチーム最初の打者となった（結果は三振）。
公式戦では49試合の出場で打率.183、3打点の成績であった。10月31日、契約満了による退団が発表された。

### 現役引退後
同年末、自身のInstagramで野球選手としての現役引退を発表し、あらためて格闘家への転身を宣言した。

## 選手としての特徴
ソフトバンクの担当スカウトの岩井隆之は、スイングスピードが速く長打力もあり、ミート力も兼ね備えた強打の捕手と評していた。強肩も武器であり、岩井は制球も良いと評していた一方、プロ入り後はブロッキングやスローイングを課題点としている。

## 詳細情報

### 年度別打撃成績
- 一軍公式戦出場なし

### 背番号
- 129（2021年[9] - 2023年）
- 51（2024年）

### 登場曲
- 「The KING」ANARCHY（2021年 - ）
- 「My Time ft.  Jeremih」Fabolous（2021年 - ）